# Rivière Boyer Nord
Pour les articles homonymes, voir Boyer.
La rivière Boyer Nord est un affluent de la rive nord-ouest de la rivière Boyer, laquelle coule vers le nord-est et se déverse sur la rive sud du fleuve Saint-Laurent. La "rivière Boyer Nord" traverse les municipalités de Saint-Anselme, Saint-Henri et Saint-Charles-de-Bellechasse (MRC de Bellechasse), dans la région administrative de Chaudière-Appalaches, au Québec, au Canada.

## Géographie
Les principaux bassins versants voisins de la Rivière Boyer Nord sont :
- côté nord : rivière à la Scie, fleuve Saint-Laurent ;
- côté est : rivière Boyer ;
- côté sud : rivière Boyer Sud, rivière Etchemin ;
- côté ouest : rivière Etchemin.

La "rivière Boyer Nord" prend sa source du côté est de la rivière Etchemin, dans le rang Sainte-Anne, dans la municipalité de Saint-Anselme du côté nord du village.
À partir de sa source, la rivière Boyer Nord coule sur 17,5 km, selon les segments suivants :
- 2,0 km vers le sud-ouest, puis le nord-ouest, en passant entre les rues Cadrin et Bourassa, puis derrière l'aréna, du côté nord du village de Saint-Anselme, puis traversant le chemin Saint-Marc ;
- 1,9 km vers le nord-ouest, en longeant le côté nord-est de la route 277, jusqu'au chemin du rang de la Montagne ;
- 3,1 km vers le nord, jusqu'à la limite entre les municipalités de Saint-Anselme et Saint-Henri ;
- 1,2 km vers le nord, jusqu'au rang de la Grande-Grillade ;
- 3,7 km vers le nord, en serpentant jusqu'au chemin Saint-Félix ;
- 5,6 km vers le nord-est, en longeant le côté sud-est de la route 218, jusqu'à son embouchure.

La confluence de la "rivière Boyer Nord" est située sur la rive nord-ouest de la rivière Boyer, dans Saint-Charles-de-Bellechasse. Cette confluence est située à l'ouest du village de Saint-Gervais, au sud du village de Saint-Charles-de-Bellechasse et à l'est du village de Saint-Henri.

## Toponymie
Le toponyme rivière Boyer Nord a été officialisé le 5 décembre 1968 à la Commission de toponymie du Québec.